# Celia Villalobos
Celia Villalobos Talero (ur. 18 kwietnia 1949 w Maladze) – hiszpańska polityk i samorządowiec, długoletnia parlamentarzystka krajowa, posłanka do Parlamentu Europejskiego IV kadencji, alkad Malagi, w latach 2000–2002 minister zdrowia.

## Życiorys
Podjęła nieukończone studia prawnicze w Sewilli. Była związana z ruchem przeciwników frankizmu, początkowo współpracowała z lewicowymi środowiskami. Po przemianach politycznych dołączyła do Sojuszu Ludowego, a następnie do Partii Ludowej, wybierana do władz krajowych i andaluzyjskich swojego ugrupowania. W latach 80. pracowała w strukturach partyjnych.
Od końca lat 80. wybierana do Kongresu Deputowanych III, IV, V, VI, VII, VIII, IX, X, XI i XII kadencji (każdorazowo z prowincji Malaga). Od 1994 do 1995 była eurodeputowaną IV kadencji, przewodnicząc w PE Tymczasowej Komisji ds. Zatrudnienia.
W latach 1995–2000 zajmowała stanowisko alkada (burmistrza) Malagi. Od marca 2000 do lipca 2002 sprawowała urząd ministra zdrowia w rządzie, na czele którego stał José María Aznar. W 2011 została wiceprzewodniczącą Kongresu Deputowanych.
Odznaczona Krzyżem Wielkim Orderu Zasługi Cywilnej (2010).